# Grand Prix Monako 1967
Grand Prix Monako 1967 (oryg. Grand Prix Automobile de Monaco) – 2. runda Mistrzostw Świata Formuły 1 w sezonie 1967, która odbyła się 7 maja 1967, po raz 14. na torze Circuit de Monaco.
25. Grand Prix Monako, 14. zaliczane do Mistrzostw Świata Formuły 1.

## Klasyfikacja
| Legenda oznaczeń w tabelach wyników Wyświetl szablon na nowej stronie | Legenda oznaczeń w tabelach wyników Wyświetl szablon na nowej stronie                                                                     |
| Oznaczenie                                                            | Wyjaśnienie |
| --------------------------------------------------------------------- | --- |
| Złoty                                                                 | Zwycięzca lub mistrzostwo |
| Srebrny                                                               | 2. miejsce lub wicemistrzostwo |
| Brązowy                                                               | 3. miejsce lub II wicemistrzostwo |
| Zielony                                                               | Ukończył, punktował (w klasyfikacji generalnej, gdy zdobył co najmniej jeden punkt na przestrzeni sezonu, poza trzema powyższymi opcjami) |
| Niebieski                                                             | Ukończył, nie punktował (w klasyfikacji generalnej, gdy nie zdobył co najmniej jednego punktu na przestrzeni sezonu)                      |
| Czerwony                                                              | Nie zakwalifikował się (NZ) |
| Czerwony                                                              | Nie prekwalifikował się (NPK) |
| Różowy                                                                | Nie ukończył (NU) |
| Różowy                                                                | Niesklasyfikowany (NS) (w klasyfikacji generalnej, gdy nie został sklasyfikowany w żadnym wyścigu sezonu)                                 |
| Czarny                                                                | Zdyskwalifikowany (DK) |
| Czarny                                                                | Wykluczony (WYK/EX) |
| Biały                                                                 | Nie wystartował (NW) |
| Biały                                                                 | Kontuzjowany (K/INJ) |
| Biały                                                                 | Wyścig odwołany (OD/C) |
| Bez koloru                                                            | Został wycofany (WYC/WD) |
| Bez koloru                                                            | Nie przybył (NP/DNA) |
| Bez koloru                                                            | Nie brał udziału w treningach (NT/DNP) |
| Bez koloru                                                            | Nie został zgłoszony (–) |
| Pogrubienie                                                           | Start z pole position |
| Kursywa                                                               | Najszybsze okrążenie wyścigu |
| †                                                                     | Nie ukończył, ale jego rezultat został zaliczony ze względu na przejechanie więcej niż 90% dystansu wyścigu.                              |
| *                                                                     | Sezon w trakcie |
| 1/2/3                                                                 | Punktowana pozycja w sprincie kwalifikacyjnym                                                                                             |
| Lista systemów punktacji Formuły 1                                    | |

| Pos | No | Kierowca             | Konstruktor     | Okrążeń | Czas/powód NU       | Poz. Start. | Punktów |
| --- | -- | -------------------- | --------------- | ------- | ------------------- | ----------- | ------- |
| 1   | 9  | Denny Hulme          | Brabham-Repco   | 100     | 2:34:34.3           | 4           | 9       |
| 2   | 14 | Graham Hill          | Lotus-BRM       | 99      | + 1 okrążenie       | 8           | 6       |
| 3   | 20 | Chris Amon           | Ferrari         | 98      | + 2 okrążenia       | 14          | 4       |
| 4   | 16 | Bruce McLaren        | McLaren-BRM     | 98      | + 3 okrążenia       | 10          | 3       |
| 5   | 11 | Pedro Rodríguez      | Cooper-Maserati | 96      | + 4 okrążenia       | 16          | 2       |
| 6   | 5  | Mike Spence          | BRM             | 96      | + 4 okrążenia       | 12          | 1       |
| NU  | 18 | Lorenzo Bandini      | Ferrari         | 81      | Śmiertelny wypadek* | 2           |         |
| NU  | 6  | Piers Courage        | BRM             | 64      | Wypadł z toru       | 13          |         |
| NU  | 12 | Jim Clark            | Lotus-Climax    | 42      | Zawieszenie         | 5           |         |
| NU  | 7  | John Surtees         | Honda           | 32      | Silnik              | 3           |         |
| NU  | 17 | Jo Siffert           | Cooper-Maserati | 31      | Ciśnienie oleju     | 9           |         |
| NU  | 4  | Jackie Stewart       | BRM             | 14      | Różne               | 6           |         |
| NU  | 10 | Jochen Rindt         | Cooper-Maserati | 14      | Skrz. biegów        | 15          |         |
| NU  | 23 | Dan Gurney           | Eagle-Weslake   | 4       | Pompa paliwa        | 7           |         |
| NU  | 2  | Johnny Servoz-Gavin  | Matra-Ford      | 4       | Wtrysk              | 11          |         |
| NU  | 8  | Jack Brabham         | Brabham-Repco   | 0       | Silnik              | 1           |         |
| NZ  | 15 | Bob Anderson         | Brabham-Climax  |         |                     |             |         |
| NZ  | 1  | Jean-Pierre Beltoise | Matra-Ford      |         |                     |             |         |
| NZ  | 22 | Richie Ginther       | Eagle-Climax    |         |                     |             |         |

- Wskutek odniesionych obrażeń Bandini zmarł 3 dni po wyścigu.